# Matthias von Randow

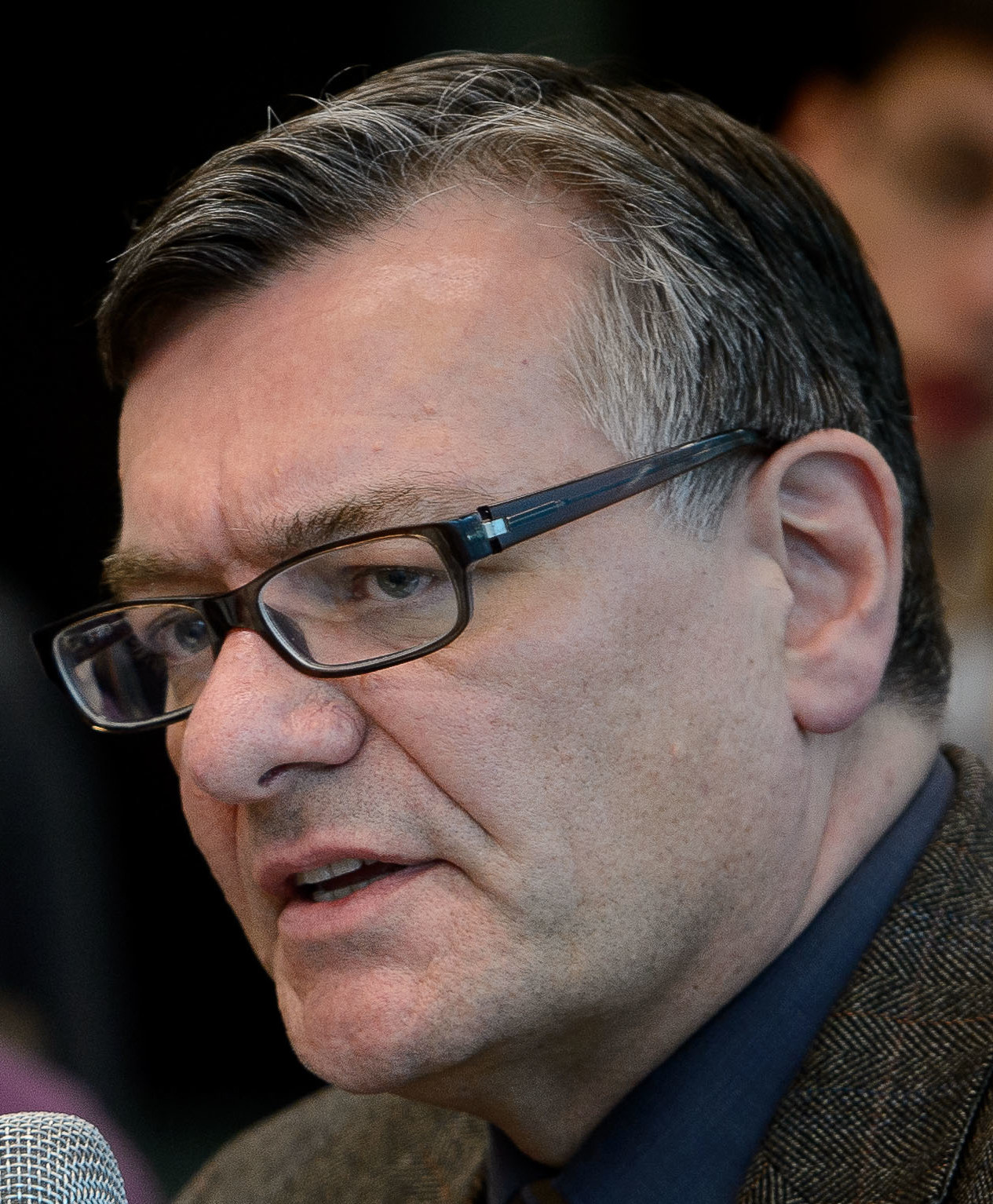
Matthias von Randow, 2015

Matthias Maria Christian Stephan Gero von Randow (* 30. Mai 1959 in Koblenz) ist ein ehemaliger politischer Beamter und Staatssekretär im Bundesministerium für Verkehr, Bau und Stadtentwicklung, der zuletzt als Lobbyist in der Luftverkehrsbranche tätig war.

## Leben
Geboren als achtes von zehn Kindern des Bauingenieurs Hans-Hermann von Randow und Ingeborg Scheffel absolvierte Matthias von Randow nach dem Abitur (1978) in Bad Honnef eine Berufsausbildung zum Einzelhandelskaufmann; anschließend studierte er in den Jahren 1983 bis 1988 in Bonn und Rom Wirtschafts-, Verfassungsgeschichte, Soziologie und Politische Wissenschaften. Sein Studium schloss er im Jahr 1989 in Bonn mit dem Magister Artium ab. Er entstammt dem Adelsgeschlecht Randow.

## Berufstätigkeit

### DGB, SPD
Nach dem Studium wurde er 1989 beim DGB-Bildungswerks Projektleiter für Europäische Bildungsarbeit.
Weniger als zwei Jahre später wurde Matthias von Randow Referatsleiter beim Bundesvorstand des Deutschen Gewerkschaftsbundes.
Von 1996 bis 1998 war er als Referatsleiter beim SPD-Parteivorstand tätig.

### Bundesverkehrsministerium
Im Jahr 1999 wurde Matthias von Randow Leiter des Leitungsstabs im Bundesministerium für Verkehr, Bau und Stadtentwicklung. Von 2004 bis Januar 2008 war er Leiter der Grundsatzabteilung.
Im Januar 2008 wurde er zum Staatssekretär ernannt mit Zuständigkeit für die Grundsatzabteilung, Eisenbahnen, Luft- und Raumfahrt, Wasserstraßen, Schifffahrt, Straßenbau und Straßenverkehr. Am 29. Oktober 2008 wurde er in den einstweiligen Ruhestand versetzt, weil er umstrittenen Bonuszahlungen für Manager der Deutschen Bahn AG im Zusammenhang mit der geplanten Teilprivatisierung des Unternehmens zugestimmt hatte, ohne Minister Tiefensee darüber zu informieren. Die Behauptung des Ministers, erst seit ein oder zwei Wochen von dem Vorgang zu wissen, stellte sich jedoch als falsch heraus.

### Tätigkeiten in der Wirtschaft
Am 1. Januar 2009 wurde Matthias von Randow bei Air Berlin Direktor für internationale Verkehrsrechte und Bevollmächtigter des Vorstandes für Politik.
Zum 1. Juli 2011 wechselte er als Hauptgeschäftsführer zum Bundesverband der Deutschen Luftverkehrswirtschaft. Dieses Amt hatte er bis zum 30. Juni 2024 inne. Ihm folgte Joachim Lang nach.